# Copa do Mundo de Voleibol Masculino
A Copa do Mundo de Voleibol Masculino foi uma competição de voleibol masculino organizada pela Federação Internacional de Voleibol (FIVB). Criada em 1965, foi um evento qualificatório para os Jogos Olímpicos.

## História

### Origens
A Copa do Mundo foi criada em 1965 com o propósito de preencher, ao menos parcialmente, o espaço entre os dois torneios mais importantes do vôlei, os Jogos Olímpicos e o Campeonato Mundial, que acontecem em ciclos alternados de quatro anos. A criação de uma terceira competição internacional permitiria que apenas um em cada quatro anos passasse sem nenhum evento de alto nível.
A Copa do Mundo seria disputada no ano seguinte aos Jogos Olímpicos. As duas primeiras edições do torneio eram restritas ao voleibol masculino, mas já em 1973 foi introduzida uma versão feminina. Originalmente, cada edição possuía um país-sede diferente. A partir de 1977, entretanto, a competição foi transferida em definitivo para o Japão.
Nos anos 1990, o estabelecimento de competições anuais de voleibol em nível internacional, tais como a Liga Mundial e o Grand Prix, tornou obsoletos os motivos que haviam levado à criação da Copa do Mundo. Para evitar o desaparecimento de um torneio já estabelecido, a FIVB reformatou a competição em 1991: ela seria disputada no ano anterior, e não posterior, às Olimpíadas, e funcionaria como um primeiro evento qualificatório internacional, garantindo ao vencedor participação direta nos jogos.
Esta decisão salvou a competição. A possibilidade de assegurar participação nos Jogos Olímpicos sem ter de submeter-se aos difíceis torneios qualificatórios continentais tornava o torneio interessante para todas as federações nacionais. Em 1995, o número de vagas foi aumentado para três, e assim permaneceu até 2011. A partir de 2015, a federação internacional decidiu diminuir o número de vagas para duas, além de proibir o país sede das Olimpíadas seguintes de participar do campeonato. Caso a equipe tenha competido na edição anterior da Copa do Mundo, a FIVB optou por manter os pontos para que o país não seja prejudicado no ranking mundial.

### Resultados
A União Soviética e o Brasil eram até 2015 os únicos times a vencer mais de uma vez a Copa do Mundo masculina. Os soviéticos conquistaram o ouro na edição inaugural do torneio, em 1965. Quatro anos mais tarde, o vencedor foi outra nação comunista, a antiga Alemanha Oriental.
Originalmente programada para o Uruguai, a edição de 1973 foi cancelada. Em 1977, o torneio foi retomado no Japão, e a União Soviética obteve novamente o título, neste caso em duas edições consecutivas. Chegaram às finais mais uma vez em 1985, mas perderam a partida decisiva para os Estados Unidos em cinco sets. Em 1989, a seleção cubana bateu a Itália, obtendo o ouro. 
Em vias de dissolver-se, a União Soviética venceu novamente em 1991, com a competição pela primeira vez funcionando como evento qualificatório para as Olimpíadas. Os italianos, que não haviam participado desta edição, finalmente obtiveram uma medalha de ouro em 1995. 
Herdando boa parte do antigo programa de vôlei da União Soviética, a Rússia foi a vencedora em 1999. Mantendo a hegemonia do início dos anos 2000, o Brasil conquistou as duas edições realizadas na década, em 2003 e 2007, tornando-se a segunda equipe mais vitoriosa da competição. Após o bicampeonato brasileiro, a Rússia recuperou o título em 2011 igualando os dois títulos (considerando apenas a Rússia independente).
Trinta anos após sua primeira conquista, os Estados Unidos voltaram a conquistar a Copa do Mundo com o título de 2015, tornando-se apenas o terceiro país a conquistar a competição mais de uma vez. Em 2019, o Brasil voltou a conquistar o título e se consolidou como o segundo maior vencedor da Copa do Mundo com três títulos.
Em treze edições da Copa do Mundo, a União Soviética foi ouro quatro vezes (a Rússia duas totalizando seis títulos), o Brasil três e os Estados Unidos outras duas. Cada uma das outras edições foi vencida por um time diferente.
Na sua última edição prevista, em 2023, a Copa do Mundo foi realizada concomitantemente com a etapa do Japão do Torneio Pré-Olímpico para os Jogos Olímpicos de 2024.

## Formato da competição
O formato da competição empregado na Copa do Mundo foi um dos mais estáveis dentre aqueles adotados nos torneios internacionais organizados pela FIVB. As seguintes regras se aplicaram na maioria das edições:
- A competição é disputada no Japão.
- Doze times participam em cada uma das duas versões: dez por meio de qualificação, dois a convite.
- O Japão sempre está qualificado, por ser país-sede.
- O país sede das Olimpíadas seguintes não pode participar, por já estar qualificado para o Torneio Olímpico.[3]
- Nove times qualificam-se através dos campeonatos continentais de cada confederação.
- Os outros dois times são convidados a participar diretamente pela FIVB.
- A competição é dividida em exatamente duas fases (chamadas "legs").
- Os times são divididos em duas chaves.
- Na primeira fase, cada time disputa uma partida com cada um dos outros times de sua chave.
- Na segunda fase, cada time disputa uma partida com cada um dos times da outra chave.
- As partidas são realizadas continuamente, ao longo de duas semanas, com interrupções de um dia a cada dois ou três dias. A cada dia, são disputadas seis partidas.
- A classificação final é determinada pelos critérios usualmente adotados no voleibol: número de vitórias, número de pontos, média de sets (set average), média de pontos (point average), confronto direto.[11]
- Os dois melhores times no geral, independentemente das chaves, qualificam-se para os próximos Jogos Olímpicos.[2]
- As regras para a convocação de atletas são bastante restritas. Cada time só pode indicar quatorze atletas, e trocas fora dos prazos legais não são permitidas nem mesmo no caso de acidentes.

## Quadro de medalhas
| Ordem | País           | Medalha de ouro | Medalha de prata | Medalha de bronze |    |
| ----- | -------------- | --------------- | ---------------- | ----------------- | -- |
| 1     | Rússia         | 6               | 2                | 2                 | 10 |
| 2     | Brasil         | 3               | 0                | 3                 | 6  |
| 3     | Estados Unidos | 3               | 0                | 2                 | 5  |
| 4     | Cuba           | 1               | 3                | 1                 | 5  |
| 4     | Itália         | 1               | 3                | 1                 | 5  |
| 6     | Alemanha       | 1               | 0                | 0                 | 1  |
| 7     | Polônia        | 0               | 3                | 1                 | 4  |
| 8     | Japão          | 0               | 3                | 0                 | 3  |
| 9     | Países Baixos  | 0               | 1                | 0                 | 1  |
| 10    | Chéquia        | 0               | 0                | 2                 | 2  |
| 11    | Bulgária       | 0               | 0                | 1                 | 1  |
| 11    | Eslovênia      | 0               | 0                | 1                 | 1  |
| 11    | Sérvia         | 0               | 0                | 1                 | 1  |

## MVPspor edição
- 1965 – Desconhecido
- 1969 – Desconhecido
- 1977 – POL Tomasz Wójtowicz
- 1981 – URS Vyacheslav Zaytsev
- 1985 – USA Karch Kiraly
- 1989 – USA Karch Kiraly
- 1991 – URS Dmitriy Fomin
- 1995 – ITA Andrea Giani
- 1999 – RUS Roman Yakovlev
- 2003 – JPN Takahiro Yamamoto
- 2007 – BRA Gilberto "Giba" Godoy Filho
- 2011 – RUS Maxim Mikhaylov
- 2015 – USA Matthew Anderson
- 2019 – BRA Alan Souza